# Referencenettet
Referencenettet og referencesystemet (med tilhørende koordinatsystem), er et terrestrisk referencesystem, der tilsammen danner grundlaget for opmåling af Danmark og Grønland. Det er Kort & Matrikelstyrelsen der er ansvarlig for de 4 grundlæggende referencenet og referencesystemer i de to lande. I landskabet er referencenettene markeret ved fysiske punkter kaldet fikspunkter eller referencepunkter. Til alle fikspunkter findes et sæt koordinater eller en højde opgivet i forhold til referencesystemet. Referencenettene og referencesystemerne anvendes blandt andet i forbindelse med offentlig og privat kortproduktion, og danner tilsammen grundlaget for opmåling samt opbygning af kort og geografiske data, og er grundlaget til Geografiske Information Systemer (GIS). GIS bruges bl.a. til opmåling af ledninger, huse, veje, broer samt til navigation af biler, skibe og fly.

## Referencenet i Danmark
Der er flere typer referencenet i Danmark og de er opmålt med forskellige teknikker. De nyeste net i Danmark, er målt med GPS: REFDK-nettet og 10 km-nettet. Det grundlæggende GPS-referencenet i Danmark er REFDK-nettet  og består af 89 punkter, der definerer det europæiske referencesystem ETRS89 i Danmark. 10 km-nettet består af ca. 620 punkter og er dermed en fortætning af REFDK-nettet.
En yderligere fortætning af referencenettet beståer af ca. 3000 punkter, hvori der er foretaget præcisionsnivellement. Dette præcisionsnivellement giver præcise koter for fikspunkterne og er et højdereferencenet, som definerer det nationale højdesystem DVR90 i Danmark.
Detailnivellementsnettet er en yderligere fortætning og det består af ca. 67000 punkter. Detailnivellementsnettet bruges sammen med DVR90-koter, i alle dele af landet og skaber forbindelsen fra præcisionsnivellementsnettet til REFDK-nettet og 10 km-nettet.
2 km-nettet eller triangulationsnettet er et fintmasket net bestående af ca. 22000 punkter og definerer System34 og UTM/ED50 i Danmark. Koordinater er plane og bestemt ud fra terrestriske målinger af fikspunkterne. 

## Referencenet i Grønland
REFGR-nettet, består af 258 punkter fordelt langs kysten og det definerer referencesystemet GR96 i Grønland. Det anvendes hovedsageligt ved teknisk opmåling og kortlægning samt geodætisk opmåling og geodætisk forskning.